# Station Lichfield City
Lichfield City is een spoorwegstation van National Rail in Lichfield, Lichfield in Engeland. Het station is eigendom van Network Rail en wordt beheerd door West Midland Trains. Het station is geopend in 1849.

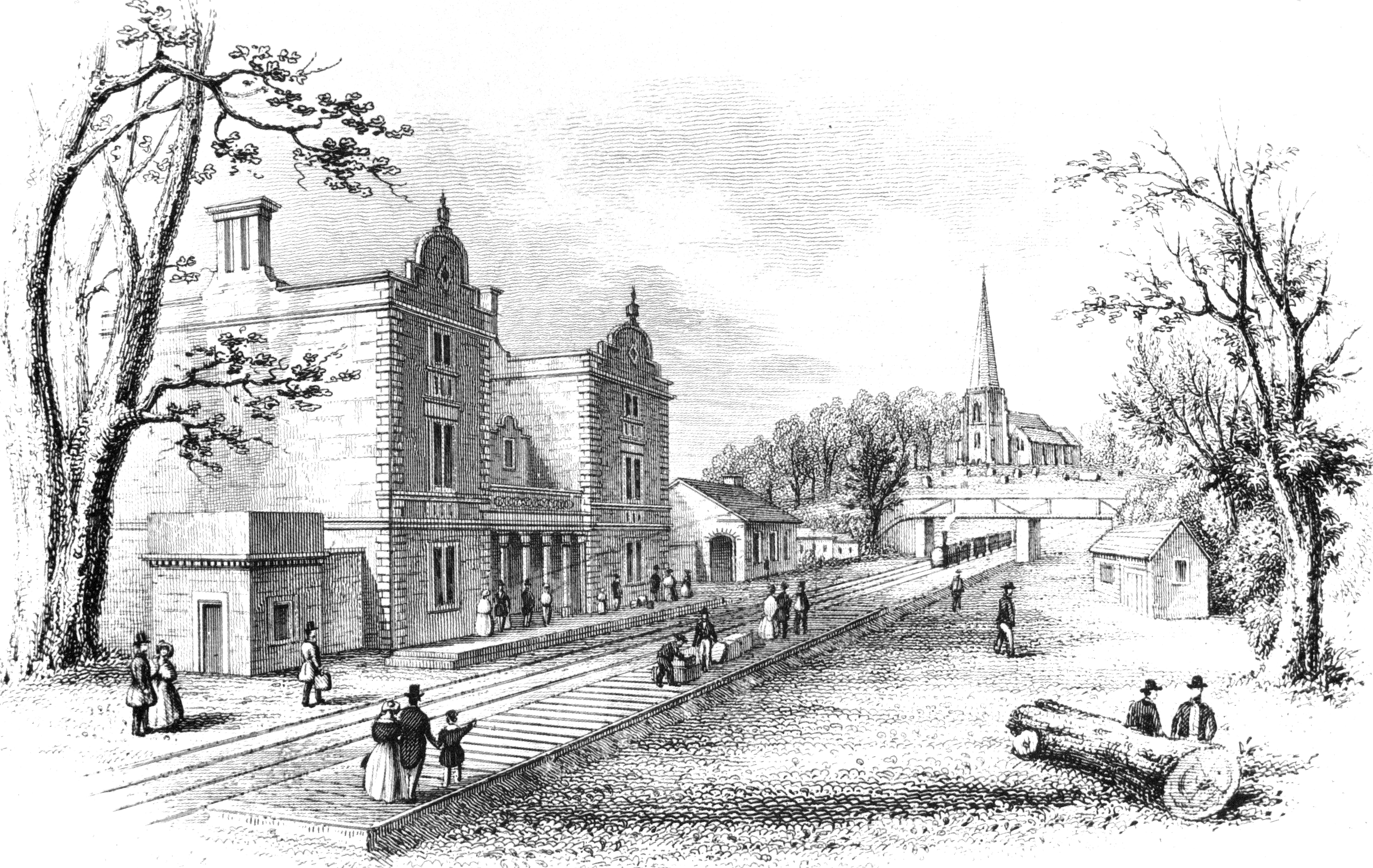
Station, 1842